# 龙XL号货运飞船
龙XL号货运飞船（英語：Dragon XL）是太空探索技术公司正在设计和研发中的一型无人货运飞船。其外观为圆柱形，一次性使用，将是未来NASA在月球轨道的月球门户空间站的重要物资来源。
2020年3月27日，SpaceX披露了“门户后勤服务”（GLS）合同和龙XL号飞船的部分相关信息。根据合同的内容，龙XL号飞船将承担NASA未来月球轨道空间站的货物补给任务，负责把加压和非加压货物、实验载荷以及其他物资运送至“门户”。据美国宇航局称，龙XL飞船所运送的物资和设备可能会包括样本收集材料、宇航服和宇航员在门户空间站和月表基地所需要的其他物品。龙XL号预计将在佛罗里达州肯尼迪航天中心的LC-39A发射台上使用重型猎鹰运载火箭发射，每次将在门户空间站驻留六至十二个月。其月球轨道载荷运力预计将超过5,000公斤（11,000磅）